# Place du Marché-Sainte-Catherine
Place du Marché-Sainte-Catherine je náměstí v Paříži ve 4. obvodu.

## Historie
Náměstí bylo založeno na základě patentu z 15. dubna 1783 na místě bývalého kláštera Sainte-Catherine-du-Val-des-Écoliers. Náměstí nechal vytvořit Henri Lefèvre d'Ormesson.

## Popis
Náměstí je obklopeno budovami postavenými kolem roku 1787, které tvoří homogenní celek. Uprostřed jsou vysázené bílé moruše z Číny.
Kolem náměstí vedou ulice Rue Caron, Rue Necker, Rue d'Ormesson a Rue de Jarente.